# Glen Murakami
Glen Murakami é um animador, diretor e produtor americano mais conhecido por seu trabalho em Batman do Futuro, Teen Titans, Teen Titans Go!, Ben 10: Alien Force e Ben 10: Supremacia Alienígena. Murakami cocriou, produziu e desenvolveu a série de TV de 2003 Teen Titans (série animada).

## Animação
Murakami originalmente queria ser um artista de quadrinhos. Seu amigo do ensino fundamental e médio, Keith Weesner, conseguiu um emprego trabalhando em “Batman: The Animated Series” como artista de plano de fundo e informou Murakami quando eles estavam contratando artistas na Warner Bros. Animation. Murakami fez um teste para artista de esboço sequencial e não teve bom desempenho. Porém, vendo seu talento nos desenhos, foi contratado mesmo assim.
Trabalhando em estreita colaboração com Bruce Timm, Murakami trabalhou como designer de personagens e artista de esboço sequencial de 1991 a 1993. De 1995 a 1999, Murakami trabalhou como Diretor de Arte em Superman: A Série Animada e The New Batman/Superman Adventures.

### Batman do Futuro
Murakami foi promovido a produtor de Batman do Futuro e ganhou um Emmy Award em 2001 por seu trabalho na série. Além de produzir, ele também foi creditado pela história do filme Batman Beyond: Return of the Joker.

### Teen Titans
Em 2002, de acordo com Murakami em uma entrevista em 2012, Sam Register, vice-presidente sênior de desenvolvimento do Cartoon Network na época, queria um programa baseado nos quadrinhos, Novos Titãs, e trouxe Murakami para ajudar a criar a série baseada nos quadrinhos, os Teen Titans, sendo o criador da série (junto com Sam Register) e codesenvolvedor.

### Beware the Batman
Em 2011, a Warner Bros. Animation anunciou que Murakami seria o produtor executivo de uma série de televisão animada por computador, Beware the Batman.

## Prêmios
- Emmy Award — Melhor Programa de Animação de Classe Especial — 2001 — Batman Beyond (com Jean MacCurdy, Alan Burnett, Paul Dini, Bruce Timm, Hilary Bader, Stan Berkowitz, Rich Fogel, Robert Goodman, Curt Geda, Butch Lukic, Dan Riba, James Tucker, Andrea Romano)[3]

## Influências
As influências de Murakami incluem Jack Kirby, Alex Toth, John Byrne, Gilbert Hernandez, Jaime Hernandez, e Dave Stevens.

## Filmografia
| Ano       | Título            | Creditado como | Creditado como | Creditado como | Creditado como | Rede de difusão | Notas |
| Ano       | Título            | Escritor       | Produtor       | Desenvolvedor  | Showrunner     | Rede de difusão | Notas |
| --------- | ----------------- | -------------- | -------------- | -------------- | -------------- | --------------- | ----- |
| 1999-2001 | Batman do Futuro  | Não            | Yes            | Não            | Não            | The WB          |       |
| 2003-2006 | Teen Titans       | Não            | Yes            | Yes            | Yes            | Cartoon Network |       |
| 2013-2014 | Beware The Batman | Não            | Yes            | Yes            | Yes            | Cartoon Network |       |